# Идринский район
И́дринский район — административно-территориальная единица (район) и муниципальное образование (муниципальный район) в южной части Красноярского края России.
Административный центр — село Идринское.

## География
Район расположен в южной части Красноярского края, в верховьях правых притоков Енисея — рек Сисим и Сыда. Площадь района — 6070 км².
На западе он граничит с Краснотуранским, на севере с Балахтинским и Манским, на юге и востоке с Курагинским районами. Протяженность с севера на юг 80 км, с запада на восток - 83 км.
Отсутствие пролегающих через территорию района федеральных дорог, делает район изолированным в географическом и экономическом отношении.
До недавнего времени единственная сухопутная связь с территорией края осуществлялась по автодороге Идринское-Городок-Минусинск, которая соединялась с федеральной трассой М-54 «Енисей».
Рельеф гористый, большую часть территории занимают отроги Западного Саяна, высотой от 400 до 1000 метров над уровнем моря. Наивысшая точка - гора Кортуз, высота которой составляет 1186 метров над уровнем моря.
Сопредельные территории:
- север: Балахтинский район
- восток и юг: Курагинский район
- запад: Краснотуранский район

## История
Район образован 4 апреля 1924 года.

## Климат
Климат района резко континентальный, умеренно-прохладный, со значительным количеством осадков, морозной зимой и прохладным непродолжительным летом.
Несмотря на южное расположение Идринского района зимы здесь на 8-10° С, а иногда и на 15° С более морозны, чем в краевом центре. Лето на 1-3° С, иногда на 5° С жарче, чем в Красноярске.
Абсолютный минимум температуры в январе - 54° С, максимум в июле +38° С. Продолжительность безморозного периода 97 дней, устойчивый снеговой покров держится примерно 144 дня. Величина снежного покрова не превышает 0,5 метра. Глубина сезонного промерзания составляет 1,5 – 2,0 метра.

## Население
| 1995    | 2000    | 2001    | 2002    | 2003    | 2004    |
| ------- | ------- | ------- | ------- | ------- | ------- |
| 17 500  | ↘15 800 | ↘15 500 | ↘15 399 | ↘15 200 | ↘14 900 |
| 2005    | 2009    | 2010    | 2011    | 2012    | 2013    |
| ↘14 600 | ↘13 867 | ↘12 472 | ↘12 385 | ↘12 344 | ↘12 124 |
| 2014    | 2015    | 2016    | 2017    | 2018    | 2019    |
| ↘11 920 | ↘11 718 | ↘11 518 | ↘11 411 | ↘11 183 | ↘10 924 |

## Административное устройство
В рамках административно-территориального устройства район включает 16 административно-территориальных единиц — 16 сельсоветов.
В рамках муниципального устройства, в муниципальный район входят 16 муниципальных образований со статусом сельских поселений.:
| №  | Сельское поселение         | Административный центр  | Количество населённых пунктов | Население | Площадь, км2 |
| -- | -------------------------- | ----------------------- | ----------------------------- | --------- | ------------ |
| 1  | Большекнышинский сельсовет | село Большие Кныши      | 2                             | 449       |              |
| 2  | Большесалбинский сельсовет | село Большая Салба      | 3                             | 202       |              |
| 3  | Большетелекский сельсовет  | село Большой Телек      | 1                             | 431       |              |
| 4  | Большехабыкский сельсовет  | село Большой Хабык      | 1                             | 453       |              |
| 5  | Добромысловский сельсовет  | посёлок Добромысловский | 4                             | 610       |              |
| 6  | Екатерининский сельсовет   | село Екатериновка       | 2                             | 475       |              |
| 7  | Идринский сельсовет        | село Идринское          | 3                             | 5244      |              |
| 8  | Курежский сельсовет        | село Куреж              | 1                             | 337       |              |
| 9  | Майский сельсовет          | село Майское Утро       | 2                             | 343       |              |
| 10 | Малохабыкский сельсовет    | деревня Малый Хабык     | 1                             | 294       |              |
| 11 | Никольский сельсовет       | село Никольское         | 3                             | 557       |              |
| 12 | Новоберезовский сельсовет  | село Новоберёзовка      | 1                             | 448       |              |
| 13 | Новотроицкий сельсовет     | село Новотроицкое       | 2                             | 211       |              |
| 14 | Отрокский сельсовет        | село Отрок              | 3                             | 600       |              |
| 15 | Романовский сельсовет      | село Романовка          | 5                             | 395       |              |
| 16 | Центральный сельсовет      | посёлок Центральный     | 2                             | 362       |              |

В 1989 году из Большетелекского сельсовета выделен Курежский сельсовет.
27 сентября 1996 года Законом № 11-337 из части территории Большехабыкского сельсовета был образован Малохабыкский сельсовет.

### Населённые пункты
В Идринском районе 37 населённых пунктов.
В сносках к названию населённого пункта указана административно-территориальная принадлежность

| Идринское       | ↘5135 |
| Никольское      | 513   |
| Большие Кныши   | 511   |
| Большой Хабык   | ↘453  |
| Отрок           | 481   |
| Новоберёзовка   | ↗448  |
| Большой Телек   | ↗431  |
| Добромысловский | 443   |
| Екатериновка    | 429   |
| Центральный     | 355   |
| Майское Утро    | 345   |
| Малый Хабык     | ↘294  |
| Куреж           | ↗337  |

| Романовка     | 314 |
| Новотроицкое  | 176 |
| Сибирь        | 171 |
| Мензот        | 162 |
| Октябрьский   | 159 |
| Большая Салба | 158 |
| Майский       | 155 |
| Средняя Салба | 126 |
| Козино        | 115 |
| Зезезино      | 109 |
| Иннокентьевка | 85  |
| Адриха        | 75  |
| Королевка     | 72  |

| Васильевка    | 65 |
| Восточный     | 64 |
| Большая Идра  | 48 |
| Комсомольский | 39 |
| Еленинск      | 36 |
| Колдыбай      | 23 |
| Малые Кныши   | 16 |
| Малый Телек   | 8  |
| Шадрино       | 2  |
| Николаевка    | 1  |

Упразднённые в 2021 году: Вознесенка.

## Местное самоуправление
Идринский районный Совет депутатов
Дата формирования: 14.03.2010. Срок полномочий: 5 лет
Председатель
- Епифанов Виктор Васильевич

Глава Идринского района
- Безъязыкова Галина Викторовна ,

Глава администрации района
- Киреев Анатолий Владимирович.

## Транспорт
Район имел собственный аэродром, но с развалом СССР стал не востребованным.